# 웨일스의 국장

웨일스의 왕실 국장

웨일스의 왕실 국장은 2008년 5월에 승인되었다. 이 국장은 13세기 웨일스 왕자 리웰린 대왕(Llywelyn the Great, 분기별 Or 및 gules, 4마리의 사자 패상 호위대 교체)이 착용한 무기를 기반으로 하며, 꼭대기에 세인트 에드워드 왕관(St Edward's Crown)이 추가되었다.  영국 4개국의 식물 엠블럼으로 구성된 화환과 함께 방패를 둘러싸고 있는 연속 스크롤이 있고. 두루마리에 표시된 모토인 "나는 내 조국에 충실하다"(PLEIDIOL WYF I'M GWLAD)는 웨일스의 국가에서 따온 것이며 1985년부터 2000년까지 주조된 1파운드 동전의 웨일스 디자인에서도 볼 수 있다. 이 국장은 이전에 Assembly Measures의 표지에 등장했지만 2011년 국민투표 이후 이제는 세네드(Senedd)에서 통과된 사도행전(Acts)의 표지에 등장하고 그 문장, 리본 및 모토는 웨일스 인장에 묘사되어 있다.